# Skorpion (astrologia)

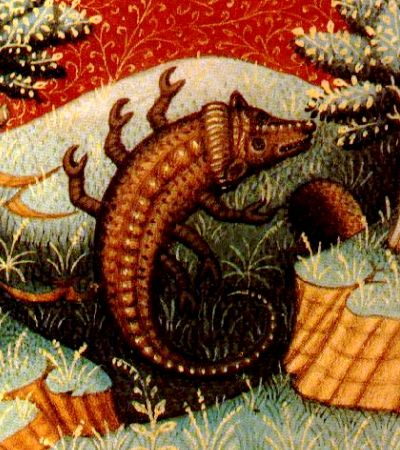
Skorpion

Skorpion (♏) (łac. Scorpio) – ósmy astrologiczny znak zodiaku. Znak ten jest przypisywany osobom urodzonym w czasie obserwowania Słońca w tym znaku, to znaczy na odcinku ekliptyki pomiędzy 210° a 240° długości ekliptycznej. Wypada to między 22/23 października a 21/22 listopada – dokładne ramy czasowe zależą od rocznika. Czasem przyjmuje się umowne granice – według Evangeline Adams (1868–1932) był to okres między 24 października a 23 listopada. Znak Skorpiona przypisuje się również osobom urodzonym w trakcie wschodzenia tego znaku.
Skorpion kojarzony był z pierwotną wodą i z pierwotnym źródłem narodzin oraz z piekłem i śmiercią. Znak pochodzi z Babilonii. W 46 roku p.n.e. po reformie kalendarza przez Juliusza Cezara okres jego panowania został podzielony na rzecz znaku Wagi.

## Znaczenie astrologiczne
Według nauk astrologicznych Skorpion przebywał pod wpływem Marsa i Plutona. Związek z bogiem piekieł umacniał się poprzez pozycje Antaresa (Gwiazdy Duchów) na południowym krańcu Drogi Mlecznej. Kabaliści łączyli go z XIII arkanem Tarota, Śmiercią.
Należał do znaku trygonu wodnego i był nocnym domem Marsa. Wiązano z nim mity gdzie występowały Izyda, Artemida, Orion i Herkules oraz bohaterowie astralni Wężownik i Faeton.

## Atrybuty
|         | Atrybut                                  |
| ------- | ---------------------------------------- |
| Żywioł  | woda                                     |
| Kamień  | obsydian, jaspis, hematyt, agat, ametyst |
| Planeta | Mars i Pluton                            |
| Jakość  | stała                                    |